# Tuły
Tuły is een dorp in de Poolse woiwodschap Opole. De plaats maakt deel uit van de gemeente Lasowice Wielkie en telt 268 inwoners.

## Verkeer en vervoer
- Station Tuły